# Hipoglicemia diabética
Hipoglicemia diabética descreve um baixo nível de glicose no sangue ocorrendo em uma pessoa com diabetes mellitus.  É um dos tipos mais comuns de hipoglicemia vistos nos departamentos de emergência e hospitais. 